# NGC 255
NGC 255는 고래자리에 위치한 막대나선은하이다. 1785년 11월 27일, 윌리엄 허셜에 의해 발견되었다.